# Braunsapis nitida
Braunsapis nitida là một loài Hymenoptera trong họ Apidae. Loài này được Smith mô tả khoa học năm 1859.